# メトロポリタン正教会聖堂

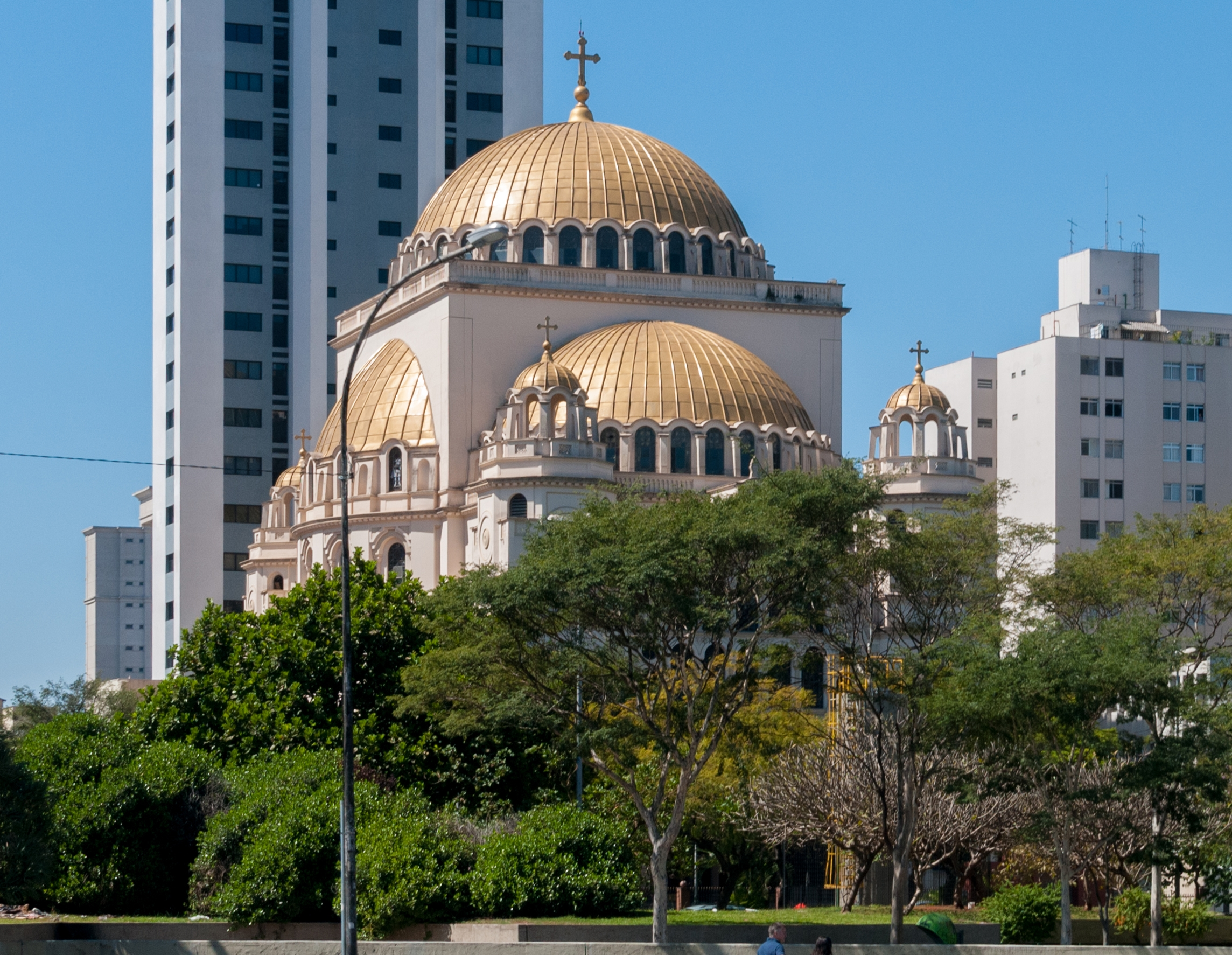
メトロポリタン正教会聖堂

メトロポリタン正教会聖堂（メトロポリタンせいきょうかいせいどう、ポルトガル語: Catedral Metropolitana Ortodoxa）は、ブラジル・サンパウロにある大聖堂。ギリシャ正教会 (アンティオキア正教会)に属する。